# Louis Boyer
Louis Boyer (1901 - 1999) fue un astrónomo francés que desarrolló su carrera en el observatorio de Argel y posteriormente en el observatorio de Niza.
En 1931 publicó junto con Gonnessiat, Reiss, Renaux y Filippoff un artículo titulado Positions de petites planètes et de Pluton obtenues à l'Equatorial photographique de l'Observatoire d'Alger.

## Descubrimientos
Entre 1930 y 1952 descubrió 40 asteroides que dedicó en su mayor parte a sus colegas del Observatorio de Argel. El Minor Planet Center acredita sus descubrimientos como L. Boyer.
Los asteroides (1239) Queteleta, descubierto por E. Delporte en Uccle el 4 de marzo de 1932, y (1468) Zomba, descubierto por C. Jackson en Johannesburgo, serían descubiertos también con posterioridad y de forma independiente por Boyer.
La mayoría de los nombres puestos a sus asteroides son en homenaje a sus compañeros de trabajo en el Observatorio de Argel o de su familia.
| Asteroides descubiertos: 40 | Asteroides descubiertos: 40 |
| --------------------------- | --------------------------- |
| (1177) Gonnessia            | 24 de noviembre de 1930     |
| (1211) Bressole             | 2 de diciembre de 1931      |
| (1212) Francette            | 3 de diciembre de 1931      |
| (1295) Deflotte             | 25 de noviembre de 1933     |
| (1296) Andrée               | 25 de noviembre de 1933     |
| (1301) Yvonne               | 3 de marzo de 1934          |
| (1338) Duponta              | 4 de diciembre de 1934      |
| (1339) Désagneauxa          | 4 de diciembre de 1934      |
| (1340) Yvette               | 27 de diciembre de 1934     |
| (1343) Nicole               | 29 de marzo de 1935         |
| (1344) Caubeta              | 1 de abril de 1935          |
| (1364) Safara               | 18 de noviembre de 1935     |
| (1377) Roberbauxa           | 14 de febrero de 1936       |
| (1380) Volodia              | 16 de marzo de 1936         |
| (1392) Pierre               | 16 de marzo de 1936         |
| (1400) Tirela               | 17 de noviembre de 1936     |
| (1412) Lagrula              | 19 de enero de 1937         |
| (1413) Roucarie             | 12 de febrero de 1937       |
| (1414) Jérôme               | 12 de febrero de 1937       |
| (1415) Malautra             | 4 de marzo de 1937          |
| (1416) Renauxa              | 4 de marzo de 1937          |
| (1511) Daléra               | 22 de marzo de 1939         |
| (1574) Meyer                | 22 de marzo de 1949         |
| (1577) Reiss                | 19 de enero de 1949         |
| (1594) Danjon               | 23 de noviembre de 1949     |
| (1597) Laugier              | 7 de marzo de 1949          |
| (1598) Paloque              | 11 de febrero de 1950       |
| (1599) Giomus               | 17 de noviembre de 1950     |
| (1601) Patry                | 18 de mayo de 1942          |
| (1606) Jekhovsky            | 14 de septiembre de 1950    |
| (1616) Filipoff             | 15 de marzo de 1950         |
| (1617) Alschmitt            | 20 de marzo de 1952         |
| (1629) Pecker               | 28 de febrero de 1952       |
| (1630) Milet                | 28 de febrero de 1952       |
| (1649) Fabre                | 27 de febrero de 1951       |
| (1713) Bancilhon            | 27 de septiembre de 1951    |
| (1714) Sy                   | 25 de julio de 1951         |
| (1851) Lacroute             | 9 de noviembre de 1950      |
| (2021) Poincaré             | 26 de junio de 1936         |
| (4422) Jarre                | 17 de octubre de 1942       |

## Epónimos
El asteroide (1215) Boyer descubierto en 1932 fue nombrado en su honor por su colega Alfred Schmitt. En compensación, él puso su nombre a uno de sus asteroides, (1617) Alschmitt, y el de su esposa y también colega Odette Bancilhon a otro, (1713) Bancilhon.